# Акција Тигар
Акција тигар је југословенски филм из 2002. године. Режирао га је Слободан Ћустић, који је написао и сценарио по идеји Жељка Мијановића.